# Benedikt IX.
Benedikt IX. (1012. – 1056.), papa od 1032. do 1044., ponovno 1045. pa opet od 1047. – 1048.
Neki izvori navode da je papom postao s 12 godina, iako katolička enciklopedija navodi da je imao između 18 i 20 kad je postao papa. Poslije smrti pape Silvestra II. Rimom i papinstvom vladale su dvije obitelji koje su se međusobno borile za vlast: Kresceniji i grofovi Tuskulum. Benedikt IX. navodno papom postaje kupivši titulu, o ovom papi papa Silvestar III. govori "da mu je život bio tako pogan, gnjusan i sramotan, da se on grozi i opisati ga. Vladao je više kao razbojnik nego prelat". 
Na koncu se narod pobunio protiv njega, ne mogavši više trpiti njegove preljube, ubojstva i pokvarenost. Benedikt IX. napušta Rim, a papom postaje Silvestar III., ali već iduće godine on opet osvaja titulu koju nije dugo zadržao. Titulu je prodao, vjerojatno kako bi se oženio, svećeniku Ivanu Gracijanu, koji se potom prozvao papom Grgurom VI. (1045.). 
Sv. Petar Damian opisuje ga (govoreći o njegovom nemoralu) kao: "Demona iz pakla preobučenog u svećenika".
O ovom papi povjesničar Fargues kaže: "Ovo dijete od dvanaest godina, već pokvareno, izabrano je za papu silom i novcem. Dva puta bio je protjeran iz Rima, a na kraju je pod pritiskom jednog protupape, bio prisiljen odreći se svete stolice u korist svećenika Gracijana, koji mu je za to morao platiti mnogo novca"